# ال-۱ آیدنتیتی
ال-۱ آیدنتیتی (انگلیسی: L-1 Identity) شرکت نرم‌افزار آمریکایی است، که در سال ۲۰۰۶ تأسیس شد.